# GateWay E45
GateWay E45 er et transportcenter beliggende ved motorvejen E45 ved Hornstrup, Vejle. I 1987 åbnede det under navnet Danmarks Transportcenter (DTC) som det første af sin slags i Danmark. Området og transportcenteret er ejet af Kirk Kapital og området udbygges i øjeblikket i samarbejde med Sjælsø Gruppen. Transportcenteret rummer både kontor-, hotel-, restaurant- og transportvirksomhed.